# Idiocera (Idiocera) acifurca
Idiocera (Idiocera) acifurca is een tweevleugelige uit de familie steltmuggen (Limoniidae). De soort komt voor in het Palearctisch en Oriëntaals gebied.